# Trawiarek rdzaworzytny
Trawiarek rdzaworzytny, trawiarek, pokrzewik rdzaworzytny (Graminicola bengalensis) – gatunek ptaka z rodziny dżunglaków (Pellorneidae). 

## Zasięg występowania
Trawiarek rdzaworzytny występuje w północnych i północno-wschodnich Indiach, południowym Nepalu, południowym Bhutanie i północnym Bangladeszu.

## Systematyka
Systematyka gatunku niejasna, taksony striatus i sinicus – wyróżniane czasem jak podgatunki G. bengalensis – są obecnie (2024) wydzielane jako odrębny gatunek Graminicola striatus (trawiarek kreskowany).

## Morfologia
Długość ciała 16 cm, masa ciała 13–16,5 g. Obie płcie są do siebie podobne.

## Status
Trawiarek rdzaworzytny uznawany jest za gatunek bliski zagrożenia (NT – Neat Threatened). Liczebność jego populacji szacuje się na 2500–9999 dorosłych osobników, a jej trend oceniany jest jako spadkowy. 